# 水上三祝宮
水上三祝宮是位於臺灣嘉義縣水上鄉三界村三界埔的廟宇，主祀天上聖母。

## 沿革
據說該廟的歷史可追溯到清咸豐八年（1858年），是嘉義富豪黃大漳與三界埔的居民共同集資而建，供奉從北港朝天宮與新港奉天宮分香的媽祖。同治三年（1864年），黃大漳再次發起重修。
日治時期，明治卅九年（1906年）因為地震影響導致廟宇重創，有當地信徒詹角發起大修。
二次大戰後，村民大會決議重建三祝宮，之後於民國37年（1948年）完成入火安座。民國71年（1982年）三祝宮再度重建，於民國73三年（1984年）落成。